# Bataille de Solachon
Guerres perso-byzantines
Batailles
- Amida (502-503)

Guerre d'Ibérie
- Thannuris (528)
- Dara (530)
- Satala (530)
- Callinicum (531)

Guerre lazique
- Phasis (555-556)

Guerre pour le Caucase
- Constantine (582)
- Solachon (586)
- Martyropolis (588)

Guerre de 602 - 628
- Antioche (613)
- Césarée (614)
- Jérusalem (614)
- Égypte (618-621)
- Sarus (625)
- Constantinople (626)
- Tbilissi (627-628)
- Ninive (627)

La bataille de Solachon se déroule en 586 au nord de la Mésopotamie entre les forces de l'Empire romain d'Orient (ou Empire byzantin) dirigées par Philippicos et celles de l'Empire sassanide sous les ordres de Kardarigan. Cette opposition fait partie de la longue et indécise guerre byzantino-sassanide entre 572 et 591. La bataille de Solachon se termine par une victoire romaine importante qui consolide la position impériale en Mésopotamie. Toutefois, ce succès n'est pas décisif et la guerre se poursuit jusqu'en 591, date à laquelle où un accord est négocié entre Maurice et Khosro II.
Dans les jours qui précèdent la bataille, Philippicos, nouvellement nommé sur le front perse, déplace ses troupes pour intercepter une invasion perse anticipée. Il choisit de déployer son armée à Solachon qui contrôle les différentes routes de la plaine mésopotamienne. En outre, cette position donne accès à la principale ressource en eau locale, la rivière Arzamon. Kardarigan se dirige contre les Romains, confiant dans son succès, mais ceux-ci ont été prévenus et sont en ordre de bataille quand le général perse se présente à Solachon. Les Perses se déploient et lancent l'offensive, prenant le dessus au centre du front mais l'aile droite romaine perce le flanc gauche perse. Rapidement, les Romains se dispersent alors que les soldats se lancent dans le pillage du camp perse mais Philippicos parvient à restaurer la discipline. Par la suite, alors que le centre romain est contraint de former un mur de boucliers pour contenir la pression perse, l'aile gauche romaine parvient à tourner la droite perse. L'armée sassanide est alors sous la menace d'un encerclement et elle s'effondre, se repliant précipitamment. Nombre de ses soldats meurent de soif dans le désert ou sont intoxiqués par de l'eau empoisonnée. Kardarigan parvient à survivre avec une partie de son armée et contient les assauts romains sur une colline pendant plusieurs jours avant que les Romains ne se replient.

## Contexte
En 572, l'empereur byzantin Justin II refuse de payer le tribut annuel à l'empire perse sassanide qui est une composante de l'accord de paix conclu par son oncle, Justinien et le chah Khosro Ier en 562. Cette décision marque le point culminant de la détérioration progressive des relations entre les deux empires depuis plusieurs années, qui se manifeste par des manœuvres militaires et diplomatiques à leur périphérie. Ainsi, les Romains approchent les Köktürks pour mener un effort conjoint contre les Perses tandis que les Perses interviennent au Yémen contre le royaume d'Aksoum allié aux Romains. En outre, Justin considère le tribut annuel comme une condition indigne des Romains et se sert de l'éclatement d'une grande révolte dans l'Arménie perse en 571-572 comme d'un prétexte pour ne plus le payer,.
Cette décision de Justin équivaut à une déclaration de guerre. C'est le quatrième conflit entre les deux grandes puissances de l'Antiquité tardive au VIe siècle. Si les premiers succès sont à mettre à l'actif des Perses, avec la prise de Dara (Oğuz), la guerre s'avère progressivement indécise et s'étale en longueur. Aux victoires romaines succèdent des succès perses, des négociations intermittentes et des trêves temporaires,. En 582, Maurice, qui a servi comme général durant la guerre, arrive sur le trône à Constantinople. À cette date, les Perses ont pris le dessus en Mésopotamie grâce à la prise de Dara en 574 tandis que les Romains ont l'avantage en Arzanène.

## Mouvements des armées et disposition des forces

La frontière romano-perse lors de l'Antiquité tardive.

Après l'échec d'un nouveau cycle de négociations, Maurice nomme son beau-frère Philippicos comme commandant en chef du front mésopotamien (magister militum per Orientem) en 584. Le nouveau général lance des raids dans la région autour de la grande forteresse perse de Nusaybin puis dans l'Arzanène en 585. Le général perse Kardarigan répond avec le siège infructueux de Monokarton, la principale base de Philippicos.
Au printemps 586, Maurice rejette les propositions perses de paix en échange de paiements en or,. L'historien contemporain Théophylacte Simocatta rapporte que l'armée de Philippicos veut se confronter aux Perses et le commandant byzantin se dirige vers le sud, depuis sa base d'Amida et traverse la rivière Arzamon vers sa rive est, pour ensuite avancer de quinze kilomètres vers l'est en direction de la plaine de Solachon où il établit son camp. Cette position, au sud des forteresses de Mardes et Dara, permettent à l'armée romaine de contrôler le passage de la rivière Arzamon et de forcer l'armée perse dirigée par Kardarigan d'avancer à travers une plaine sans eau, loin des lignes d'approvisionnement, avant d'affronter les Romains,,.
Du côté perse, Kardarigan est aussi désireux de combattre et est confiant dans sa victoire. Il organise une escorte de nombreux chameaux portant de l'eau pour ses troupes dans le cas où les Romains refuseraient  de se battre mais continueraient de bloquer les accès à la rivière Arzamon. Il aurait aussi préparé des barres de fer et des chaînes pour les prisonniers qu'il ferait. Toutefois, ses mouvements sont repérés quand les foederati arabes au service des Romains capturent des soldats perses, ce qui permet à Philippicos de préparer ses troupes. Cette information est d'une importance capitale car Kardarigan a prévu d'attaquer le dimanche, le jour de repos des soldats romains chrétiens.

## La bataille
Les deux armées semblent n'être composées que de forces de cavalerie, comprenant des lanciers et des archers à cheval, avec possiblement des unités de cataphractaires. Quand les éclaireurs de Philippicos rapportent l'approche des Perses, le général romain positionne ses hommes sur une colline de manière qu'ils fassent face à la direction depuis laquelle les Perses arrivent. Son flanc gauche est protégé par les piémonts du Mont Izalas. L'armée romaine est disposée en une seule ligne de bataille avec trois divisions. L'aile gauche est commandée par Eiliphrédas, le doux de la province de Phoenice Libanensis et elle comprend un contingent d'arches à cheval huns dirigé par Apsich. Le centre de l'armée est sous la responsabilité du général Héraclius l'Ancien, futur exarque d'Afrique et père de l'empereur Héraclius. Enfin, l'aile droit est commandée par le taxiarque Vitalius. Cette disposition de forces est aussi adoptée par les Perses dès qu'ils arrivent en vue de l'armée byzantine. L'aile droit sassanide est dirigée par Mébodès, le centre par Kardarigan et l'aile gauche par le neveu de ce dernier, Aphraatès. À la différence de Kardarigan, Philippicos reste à distance de la ligne de front avec une petite force, de manière à diriger l'ensemble de ses forces.
Après une courte halte pour laisser le train d'approvisionnement sur leurs arrières et former une ligne de bataille, les Perses avancent rapidement vers les Romains, tirant des flèches pour soutenir leur approche. Les Romains font aussi usage de leurs archers et s'avancent pour rencontrer l'armée adverse. Sur l'aile droite, Vitalius est rapidement victorieux. Sa cavalerie lourde brise le flanc perse et le repousse. Toutefois, les troupes de Vitalius se désorganisent rapidement et font courir un grand risque à l'armée romaine. En effet, elles se dirigent vers le camp perse pour le piller,. Néanmoins, Philippicos s'en aperçoit et réagit vivement. Il donne son casque distinctif à l'un de ses gardes du corps, Théodore Ilibinus, et l'envoie réorganiser la cavalerie qui s'expose à ses sanctions si elle refuse. Le plan fonctionne car les soldats romains reconnaissent le casque et s'organisent à temps pour contenir les Perses qui se sont regroupés au centre et sont alors en train de repousser les Romains en infériorité numérique.
Pour s'opposer à la contre-attaque perse, Philippicos ordonne à troupes situées au centre de descendre de cheval pour former un mur de boucliers dont les lances sortent (formation fulcum). Ce qui intervient après n'est pas certain mais les archers romains auraient visé les chevaux perses, brisant leur élan. Au même moment, la gauche byzantine lance une contre-attaque victorieuse qui repousse l'aile droite perse. Bientôt, celle-ci se débande et s'enfuit, poursuivie par les Romains. Avec les deux flancs brisés, le centre perse est confronté à l'attaque de la droite romaine qui s'est réorganisée. Les Perses sont alors submergés, attaqués de plusieurs et commencent à fuir,.
L'armée perse vaincue souffre de lourdes pertes liées non seulement à la poursuite byzantine mais aussi au manque d'eau. Avant la bataille, Kardarigan a ordonné de verser les réserves d'eau sur sol, de manière à stimuler la motivation de ses hommes à briser l'armée byzantine pour atteindre la rivière Arzamon. En outre, les Perses survivants se voient refuser l'entrée à Dara. Selon Simocatta, la tradition perse interdit l'entrée aux fuyards. Il raconte aussi que de nombreux Perses périssent de soif ou du fait de l'ingestion d'eau empoisonnée après leur calvaire,,. Quant à Kardarigan, il parvient à s'enfuir et à trouver refuge sur une colline avoisinante avec un petit détachement. Là, il contient plusieurs attaques romaines. Après trois ou quatre jours, les Romains, qui ne sont pas au courant de la présence du général perse, décident de stopper leurs efforts. De ce fait, Kardarigan peut s'échapper même si ses hommes subissent de lourdes pertes face aux patrouilles byzantines,.

Déroulement de la bataille
Au début de la bataille, disposition des forces
Deuxième phase de la bataille et percée des forces de Vitalius qui brise l'aile gauche perse
Dernière phase de la bataille avec la pression romaine sur l'aile droite perse qui entraîne l'effondrement de l'armée perse

## Conséquences
Après la bataille, Philippicos récompense les soldats qui se sont distingués et divise le butin des Perses entre eux. Par la suite, il se lance de nouveau dans l'invasion de l'Arzanène. Toutefois, sa tentative pour prendre la forteresse de Chlomaron est mise en échec quand Kardarigan arrive avec des renforts. L'armée byzantine bat en retraite vers la forteresse d'Aphumon, menant des actions d'arrière-garde face à la poursuite des Perses.
La victoire de Solachon permet aux Byzantins de reprendre le dessus dans la région de Tur Abdin. Ainsi, ils peuvent rétablir leur emprise sur la région autour de Dara. Toutefois, la guerre se poursuit encore quelques années sans que l'un des camps ne parvienne à emporter la décision jusqu'à la révolte de Bahrām-i-Chūbīn qui pousse le chach légitime, Khosro II, à se réfugier chez les Byzantins. Une expédition conjointe est alors menée pour chasser l'usurpateur du trône et un traité de paix est conclu en 591 qui laisse la plupart de l'Arménie à l'Empire byzantin.